# Rafle de Neufchâteau
La rafle de Neufchâteau est une vaste rafle visant la communauté juive à Neufchâteau, dans les Vosges, en France, pendant la Seconde Guerre mondiale. Elle a lieu le 10 février 1943. Trente personnes, qui ont répondu à la convocation de l’annexe de la Kreiskommandantur de Neufchâteau, au n°5 de la rue Jules Ferry, seront arrêtés.
Parmi les 30 personnes (10 hommes, 10 femmes et 10 enfants) arrêtées ce jour-là, seules trois ont survécu.

## Personnes arrêtées et déportées
Les personnes arrêtées avaient entre 5 à 73 ans. Tous ont été arrêtés après s'être rendus à la convocation. 
"Le 10 février 1943, dans l'après-midi, des agents de la Gestapo ont convoqué verbalement à l'annexe de la Kreiskommandantur de Neufchâteau, tous les Juifs habitant la ville.
Conformément aux ordres reçus, tous se sont immédiatement rendus à l'endroit désigné, sauf quelques malades.

Vers 16 heures 30, ils ont été conduits à la gare de Neufchâteau en autocar et ont pris place dans un train en partance vers Nancy probablement."
Internés le jour même au Centre de détention d'Écrouves, la plupart a ensuite été transférée à Drancy à des dates différentes. De là, 25 d'entre eux ont été déportés à Auschwitz entre le 23 juin et le 17 décembre 1943, répartis dans six convois distincts.
Les 30 personnes arrêtées sont ,:
- Edmond Bloch (68 ans) et Claire Bloch (née Jaudel) (59 ans), habitent au 18, rue Neuve. Edmond Bloch est pharmacien[7]. Il fut déporté dans le Convoi n°58 de Drancy à Auschwitz le 31 juillet 1943[7]. Rosalie Claire Bloch (née Jaudel) meurt au Camp d'Ecrouves (Meurthe-et-Moselle) le 1 juillet 1943[8].
- René Daniel (46 ans) et Marcelle Daniel (née Cerf) (36 ans), ainsi que leurs enfants Lucien Daniel (12 ans), Nicole Daniel (10 ans), et Gérard Daniel (8 ans), habitent au 53, rue Jules Ferry. René Daniel est épicier. Ils sont déportés dans le Convoi n°62 le 20 Novembre 1943[9]. Aucun n'a survécu[10].
- Alice Daniel (née Levy) (63 ans) et sa fille Madeleine Daniel (36 ans) habitent au 28, rue de France. Elles sont déportées dans le Convoi n°63 du 17 décembre 1943[11],[12]. Elles n'ont pas survécu[13].
- Salomon Guthman (54 ans) et Berthe Guthman (née Loeb) (50 ans), ainsi que leur fille Jeanine Guthman (19 ans), habitent au 18, rue Verdunoise. Ils sont déportés dans le Convoi n°57[14].
- Marcel Jaudel (53 ans) et Yvonne Jaudel (née Weill) (44 ans), ainsi que leurs enfants Roger Jaudel (14 ans), Micheline Jaudel (13 ans), et Guy Jaudel (5 ans), habitent au 18, rue Neuve. Ils sont déportés dans le Convoi n°57[15].
- René Michel (40 ans) et Yvonne Michel (née Michel) (40 ans), ainsi que leurs enfants Claude Michel (13 ans), Raymonde Michel (12 ans), et Jean Michel (6 ans) habitent rue Saint-Jean. René Michel est déporté dans le Convoi n°55[16] et Yvonne Michel dans le Convoi n°57[17], avec Claude[18], Raymonde[19] et Jean[20].
- Roger Michel (40 ans) et Marguerite Michel (née Vormus) (38 ans), habitent au 25, rue Raymond Poincaré. Ils sont déportés dans le Convoi n°58 de Drancy à Auschwitz le 31 juillet 1943[21],[22]. Ils ne survireront pas.
- Sylvain Michel (36 ans). Il habite rue de France. Il est interné à Compiègne puis Drancy, puis déporté à Aurigny. Il réussit à s'évader à Dixmude en Belgique en 1944[23].
- Louis Michel (68 ans) et Victoire Michel (née Godechaux) (69 ans), habitent au 28, rue de France. Ils sont déportés dans le Convoi n°58 de Drancy à Auschwitz le 31 juillet 1943[24],[25].
- Aimé Michel (35 ans) et Pauline Michel (née Daniel) (29 ans), habitent au 28, rue de France.
- Julien Michel (73 ans), père de Roger Michel, habite au 2, rue de la Grande Fontaine. Julien Michel décède au Camp d'Ecrouves, dans son sommeil, dans la nuit du 2 au 3 octobre 1943[26].